# Niederthalheim
Niederthalheim är en ort och kommun i Österrike. Den ligger i distriktet Vöcklabruck i förbundslandet Oberösterreich, 190 kilometer väster om huvudstaden Wien. 
Kommunen består av 22 orter (Ortschaften) (inom parentes invånarantal 1 januari 2024):

- Albertsham (35)
- Bergham (15)
- Hainbach (23)
- Hehenberg (44)
- Iming (76)
- Kaiting (42)
- Koppl (6)
- Laah (18)
- Moos (16)
- Niederau (24)
- Niederthalheim (554)
- Oberau (41)
- Obersteindlberg (10)
- Penetzdorf (36)
- Pengering (20)
- Rankar (42)
- Untersteindlberg (12)
- Viert (27)
- Weikharting (4)
- Windham (57)
- Wufing (35)
- Öldenberg (10)